# Aiatos
Aiatos (altgriechisch Αἴατος Aíatos) ist ein Herakleide der griechischen Mythologie.
Er ist der Sohn des Pheidippos, dessen Vater Thessalos der Sohn des Herakles ist. Seine Schwester Polykleia ist zugleich seine Gattin, mit ihr hat er den Sohn Thessalos.